# Bächer Iván
Bächer Iván (Budapest, 1957. március 25. – Budapest, 2013. december 2.) magyar író, újságíró, publicista, tanár.

## Életpályája
Édesapja Bächer Mihály zongoraművész, édesanyja Malecz Erika építész, dédapja Thury Zoltán író, újságíró volt. Apai nagyanyjának, Thury Erzsébetnek a húga pedig Thury Zsuzsa író.
A kispesti Wekerletelepen nőtt fel, ami később folyamatos visszatérő motívuma lett írásainak. Az ELTE Bölcsészettudományi Kar történelem–pedagógia szakán végzett 1981-ben. 1981–1988 között a Móricz Zsigmond Gimnáziumban tanított történelmet, később egy ideig óraadó tanár volt. 1989–1991 között a Magyarország, 1991-től a Népszabadság munkatársa, majd főmunkatársa volt.
2013. december 2-án, hosszú, súlyos betegség után egy budapesti kórházban érte a halál.
2013. december 21-én a Fiumei úti sírkert szóróparcellájában vettek tőle végső búcsút.

## Publicisztikai és egyéb tevékenysége

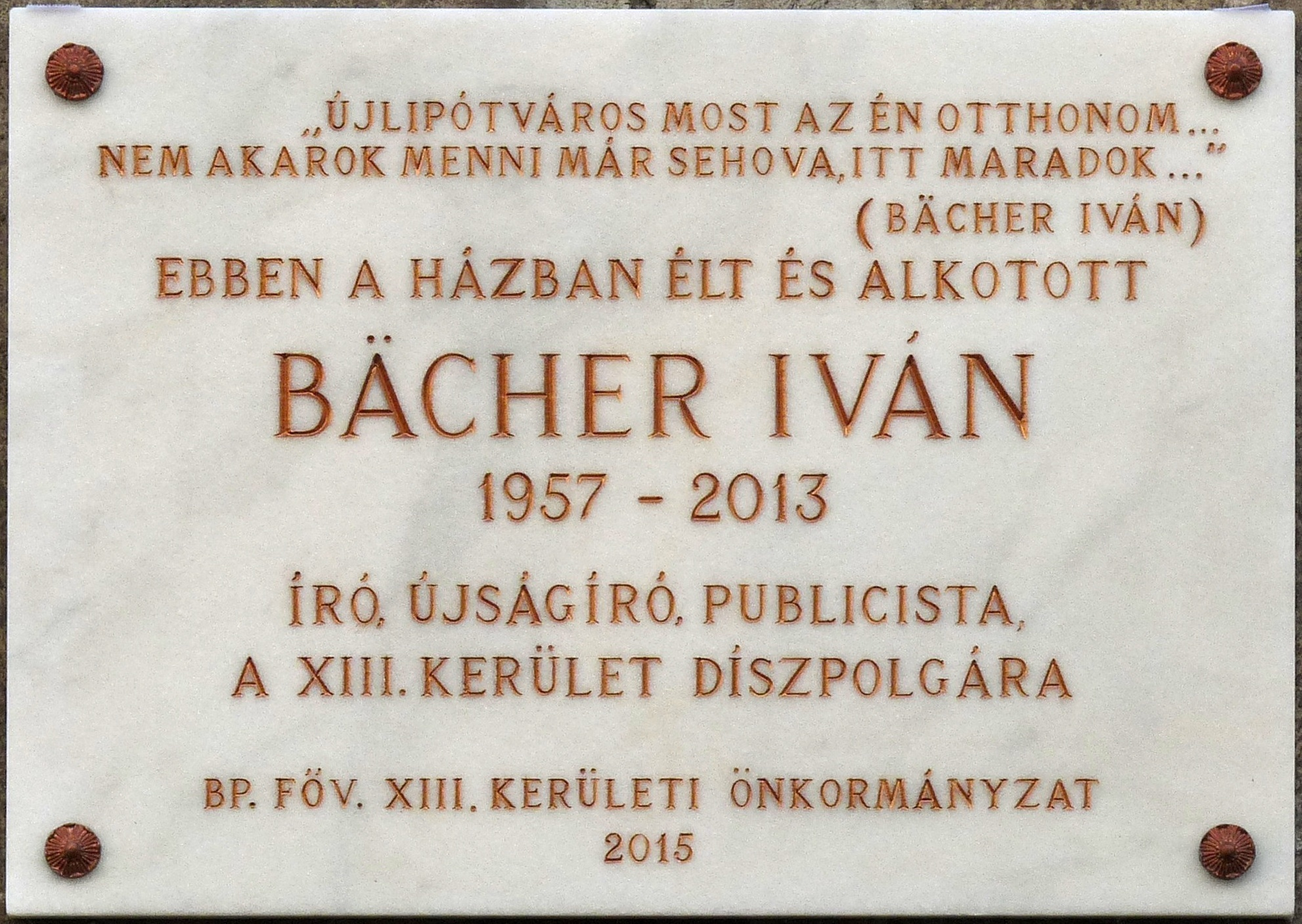
Budapest, XIII. Pannónia u. 21.

1981-től kezdődően jelentek meg szépirodalmi igényű írásai az Élet és Irodalom, az Új Tükör és a Magyarország hasábjain. A Népszabadság Hétvége rovatának állandó szerzője; az utolsó előtti oldalon rendszeresen jelentek meg benne írásai, de tárcával, publicisztikával is jelentkezett olykor, amelyben nem titkolta baloldali érzelmeit.
2009 nyarán erős hullámokat keltett egy írása, amelyben kemény kritikával illette az MSZP–SZDSZ-kormányt, korrupcióval vádolva őket, majd arra a végkövetkeztetésre jutott, hogy a „fasisztákra” kell szavaznia. Az írást a Magyar Hírlap a szerző engedélye nélkül jelentette meg.
2005-től kezdődően önálló esteken is szerepelt, ahol műveiből adtak elő részleteket az ő zongorajátéka mellett. Ilyen a Spinoza Házban előadott Kocsmázás és Pár történetek, az IBS Színpadon előadott Hatlábú est vagy a  Konyha-mazurka. Ezekben általában Gyabronka József volt a partnere.

## Díjai, elismerései
- 1993 Benamy-díj
- 1993 Az év újságírója-díj (Népszabadság)
- 1993 Gábor Andor-díj
- 1995 Népszabadság-díj
- 2000 Pethő Tibor-emlékérem
- 2000 Táncsics Mihály-díj
- 2001 Budapestért díj
- 2001 Demény Pál-emlékérem
- 2002 Gundel művészeti díj
- 2013 XIII. kerület díszpolgára [5]

## Művei

### Könyvek
- Bächer Iván–Teknős Miklós: Újlipócia; 2. jav., bőv. kiad.; Ab Ovo, Bp., 2014
- Zsál (Ab Ovo Kiadó, 2013)
- Utóíz (Ab Ovo Kiadó, 2013)
- Kurgast (Ab Ovo Kiadó, 2012)
- Idegen ország (Ab Ovo Kiadó, 2012)
- Hatlábú (sőt több) (Ab Ovo Kiadó, 2012)
- Sétatárs (Ab Ovo Kiadó, 2011)
- Kószáló (Ab Ovo Kiadó, 2011)
- Emberevő (Ab Ovo Kiadó, 2011)
- Igazad van, Loncikám (Ab Ovo Kiadó, 2010)
- Megyek Budára (Ab Ovo Kiadó, 2010)
- Ököllel a zongorát (Ab Ovo Kiadó, 2010)
- Emma asszony szakácskönyve (Vince Kiadó, 2009)
- Világörökség (Bookart Kiadó, 2009)
- Újlipócia (Teknős Miklós fényképeivel, Ulpius-ház Könyvkiadó, 2009)
- Kocsmazaj (Ulpius-ház Könyvkiadó, 2009)
- Névsorolvasó (Ulpius-ház Könyvkiadó, 2008)
- Intőkönyv (Ulpius-ház Könyvkiadó, 2008)
- Vendégkönyv (Ulpius-ház Könyvkiadó, 2007)
- Ruccanások (Ulpius-ház Könyvkiadó, 2007)
- Klétka (Ulpius-ház Könyvkiadó, 2006)
- Zónázó (Népszabadság Könyvek, 2006)
- 150 év. Megannyi budapesti íz (Jaffa Kiadó, 2006)
- Hatlábú – Ebkönyv (Ulpius-ház Könyvkiadó, 2005)
- Kutya Mandovszky (Göncöl Kiadó, 2005)
- Nagypapa hűlt helye (Göncöl Kiadó, 2004)
- Hogyan kell a nőkkel bánni (Göncöl Kiadó, 2003)
- Kezdőbetűk – A város – Levélregény (Göncöl Kiadó, 2002)
- Haláltánc (Göncöl Kiadó, 2002)
- Az elhagyott falu (Göncöl Kiadó, 2001)
- A zongora helye (Göncöl Kiadó, 2001)
- Elindulni három nővel (Göncöl Kiadó, 2000)
- Vándorbab (Göncöl Kiadó, 1999)
- Helyek (Molnár Gál Péterrel, Göncöl Kiadó, 1998)
- Rötúr (Göncöl Kiadó, 1997)
- Budapest (Révész Tamás fotóművésszel, Herald Kiadó, 1996)
- Íz-lelő (Greger Média, 1993)
- Kék Duna keringő (Budapest, 1991)
- Levélregény (Kozmosz Könyvek, 1990)
- A város (Kozmosz Könyvek, 1986)

### Színdarabok
- Az én zsidó kabarém (bemutató: 2008, Spinoza Ház)[6][7]
- Oszkár (bemutató: 1985)[8]
- Ebéd (egyfelvonásos, bemutató: 1987)
- New York-i kaszinó (egyfelvonásos, bemutató: 1987)[9]

### Hangoskönyvek
- Hatlábú (ebkönyv) (elmondja: Gyabronka József, Kossuth Kiadó, 2010)
- Zene-Szó 1 – Vendég (elmondja: Gyabronka József, zongorázik: a szerző, Göncöl Kiadó, 2004)

### Film

#### Szereplőként
- Komorok - Komor Vilmos nyomában Marosvásárhelyen (Duna Televízió) Riporter Bächer Iván, közreműködő Mestitz Júlia, Spielmann Mihály, Székely László, operatőr Bálint Arthur, rendező Sipos András
- Kolozsvári mozaik - Négy történet a vészkorszak idejéből (Cinemafilm) Riporter Bächer Iván, közreműködő Ferencz Judit, Muresan Judit, Nussbaum László, Szilágyi Júlia, operatőr Xantus Gábor, rendező Sipos András
- Séták Bächer Ivánnal Újlipóciában (Duna Televízió) Riporter Bächer Iván, közreműködő Angyal Ádám, Jász István, Kamondi, Törley, operatőr Mánfai Miklós, rendező Sipos András

#### Íróként
- A Presszó[10] c. 2008-as magyar filmsorozat utolsó két epizódja (Búcsúbuli, Hadüzenet)[11]

#### Forgatókönyvként
- Bekerítve (magyar operafilm, 1990, rendező: Molnár György)

## Magánélete
Első felesége Klauber Mária tanár volt, akivel a Móricz Zsigmond Gimnáziumban ismerkedtek meg, ahol mindketten tanítottak. 1985-ben házasodtak össze. Regényeiben őt Veraként említi, Klétka c. regényét az ő emlékének szenteli. Klauber Mária 1993-ban hunyt el, hosszú betegség után.